# تابو (فیلم ۱۹۷۷)
تابو (سوئدی: Tabu) یک فیلم درام سوئدی به کارگردانی ویلگوت خومان است که در سال ۱۹۷۷ میلادی منتشر شد. این فیلم مکاشفه و بررسی برخی انحرافات جنسی یا بعضی از اعمال جنسی غیررایج در آن زمان، نظیر تن‌فروشی، سادومازوخیسم، خودارضایی، فتیشیسم، تماشاگری، بدن‌نمایی، تراجنسی، دوجنس‌گرایی، همجنس‌گرایی و خودارضایی بود.

## بازیگران
- شل بریکوئیست
- هالوار بیورک
- گونار بیورنستراند
- ویوسا لیندفورش
- فرانک سوندستروم
- هاینس هوپف
- لارس آمبل
- استیگ اوسیان اریکسون
- آکسل دوبرگ
- توئیوو پاولو
- یرد هاگمان
- استلان اسکاشگورد
- گودران بروست
- ماریا یوهانسون
- بیرگر مالمستن
- ماتس آرن
- میـِتا وِلاندر
- تیتان آندرزون
- مونیکا نیلسن
- لنا اولین
- یان نیگرن
- آرتور فیشر
- ابه کارلسون
- آنیتا ایکستروم